# São Filipe, Kap Verde
São Filipe är kommunhuvudort på den kapverdiska ön Fogo. Den ligger i kommunen São Filipe, i den södra delen av landet, 110 km väster om huvudstaden Praia. Befolkningen uppgick enligt folkräkningen år 2000 till 7894 personer och har stigit sedan dess.
São Filipe är berömd för historiska stadsdelen Bila Baxo med många traditionella 2-plan-hus i portugisiska kolonialstilen och därför även nomenerad för världsarvlistan av UNESCO
Terrängen runt Saint Philip är varierad. Havet är nära Saint Philip åt sydväst. Trakten är glest befolkad. Det finns inga andra samhällen i närheten. 